# Skogsskäret
Skogsskäret  is een Zweeds eiland behorend tot de Lule-archipel. Het eiland ligt tussen Björkön en Hamnön. Het eiland heeft geen oeververbinding en geen bebouwing. Aan de noordkant is het door de Sandskärsreften inmiddels verbonden met Sandskäret. Die verbinding is een beschermd vogelgebied.